# Ronald Fisher
Ronald Aylmer Fisher (17. února 1890, Londýn, Spojené království – 29. července 1962, Adelaide, Austrálie) byl anglický statistik, evoluční biolog a genetik. Je považován za hlavního zakladatele moderní matematické statistiky (zejm. metoda maximální věrohodnosti, plánování experimentů). Zasáhl i do biologie, kdy využil matematiku k rozvoji mendelovské genetiky a teorie přirozeného výběru. To přispělo k oživení darwinismu a revizi evoluční teorie z počátku 20. století známé jako moderní syntéza. Je zakladatel biostatistiky a populační genetiky. Velmi studoval pohlavní výběr (jeho základními koncepty jsou Fisherův princip, Runaway selection a hypotéza "sexy synů"). Své výzkumy dělal v zájmu eugeniky. Fisher také provedl experimentální zemědělský výzkum na výzkumné stanici Rothamsted, který zachránil miliony lidí před hladem (díky analýze rozptylu - ANOVA).